# Азанде (плато)
Азанде е обширно плато в Централна Африка, простиращо се в централните части на Централноафриканската република, северната част на Демократична Република Конго, западната част на Южен Судан и крайните югозападни части на Судан, като се явява главен вододел между водосборните басейни на реките Нил на изток, Конго на юг и езерото Чад на северозапад. Във всички посоки се спуска плавно към околните равнини, а на запад се свързва с платото Адамауа. Изградено е от кристалинни и метаморфни докамбрийски скали. Средната му надморска височина е 600 – 900 m, а максималната е връх Нгая (1388 m), издигащ се в крайната му северна част в масива Бонго. Главният вододел е разположен на север и североизток. Към водосборния басейн на река Конго принадлежат реките Уере, Мбому, Шинко, Кото, Уака и др., към водосборния басейн на езерото Чад – реките Улу, Бангоран, Баминги и др,, а към водосборния басейн на Нил – реките Бахър ел Араб, Панго, Джур, Суе, Иба и др. Платото е заето от високотревиста савана с петна от листопадни гори, а покрай реките са развити галерийни гори. Разработват се находища на злато и диаманти.